# Dax Shepard
Dax Randall Shepard, född 2 januari 1975 i Oakland County i Michigan, är en amerikansk skådespelare. Han har även avlagt examen i antropologi vid UCLA.
I oktober 2013 gifte sig Shepard med skådespelaren Kristen Bell, de hade då varit ett par sedan 2007. I mars 2013 föddes parets första dotter och i december 2014 fick de ytterligare en dotter.

## Filmografi (urval)
- 2003 – Fullt hus
- 2004 – Without a Paddle
- 2005 – Zathura - Ett rymdäventyr
- 2006 – Employee of the Month
- 2006 – Idiotrepubliken
- 2006 – Let's go to Prison
- 2007 – The Comebacks
- 2008 – Baby Mama
- 2009 – Old Dogs
- 2010 – Parenthood (TV-serie)
- 2010 – When in Rome
- 2014 – Veronica Mars
- 2019 – Bless this Mess (TV-serie)